# Gustav Klamroth
Gustav Klamroth (* 7. September 1836 in Halberstadt; † 29. September 1905 ebenda; vollständiger Name: Carl Friedrich Ludwig Gustav Klamroth) war ein deutscher Kaufmann und Unternehmer.

## Leben

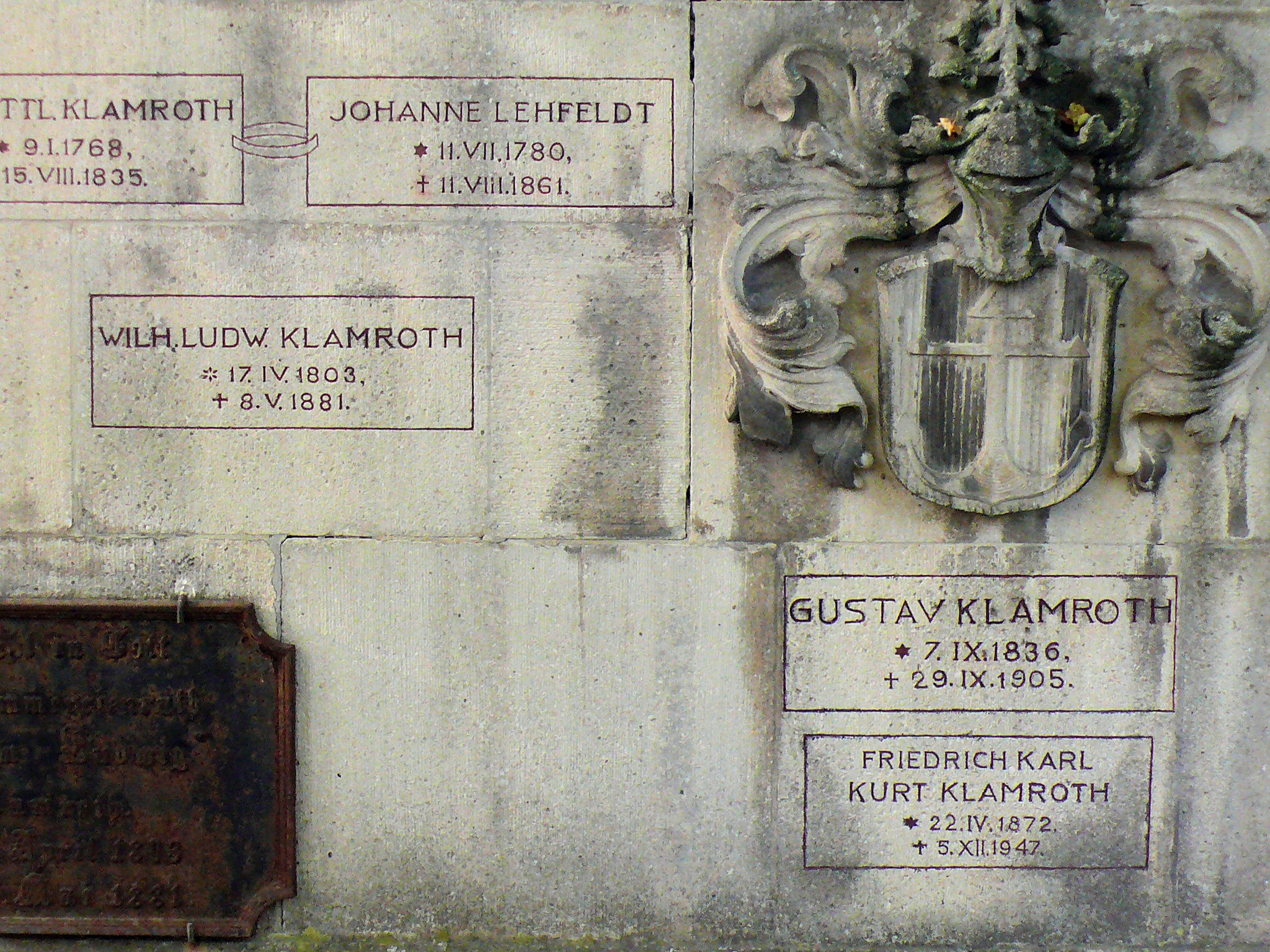
Inschriften auf dem Grabmal der Familie Klamroth

Gustav Klamroth war ein Sohn von Ludwig Klamroth, nach einer kaufmännischen Lehre wurde er später Inhaber der von seinem Großvater gegründeten Landwarenhandlung J. G. Klamroth in Halberstadt. Er betätigte sich auch als Düngermittelfabrikant.
Klamroth war Mitglied (und zeitweise Vorsitzender) der Stadtverordnetenversammlung sowie Präsident der Handelskammer seiner Heimatstadt.
Als Auszeichnung für sein segensreiches Wirken wurde ihm der Ehrentitel eines (königlich preußischen) Kommerzienrats verliehen.